# Санта-Мария-да-Фейра
Санта-Мария-да-Фейра (порт. Santa Maria da Feira; ['sɐ̃tɐ mɐ'ɾiɐ dɐ 'fɐiɾɐ]) — город в Португалии, центр одноимённого муниципалитета в составе округа Авейру. Находится в составе крупной городской агломерации Большой Порту. По старому административному делению входил в провинцию Дору-Литорал. Входит в экономико-статистический субрегион Энтре-Доуру-и-Воуга, который входит в Северный регион. Численность населения — 12 тыс. жителей (город), 136 тыс. жителей (муниципалитет). Занимает площадь 213,45 км².

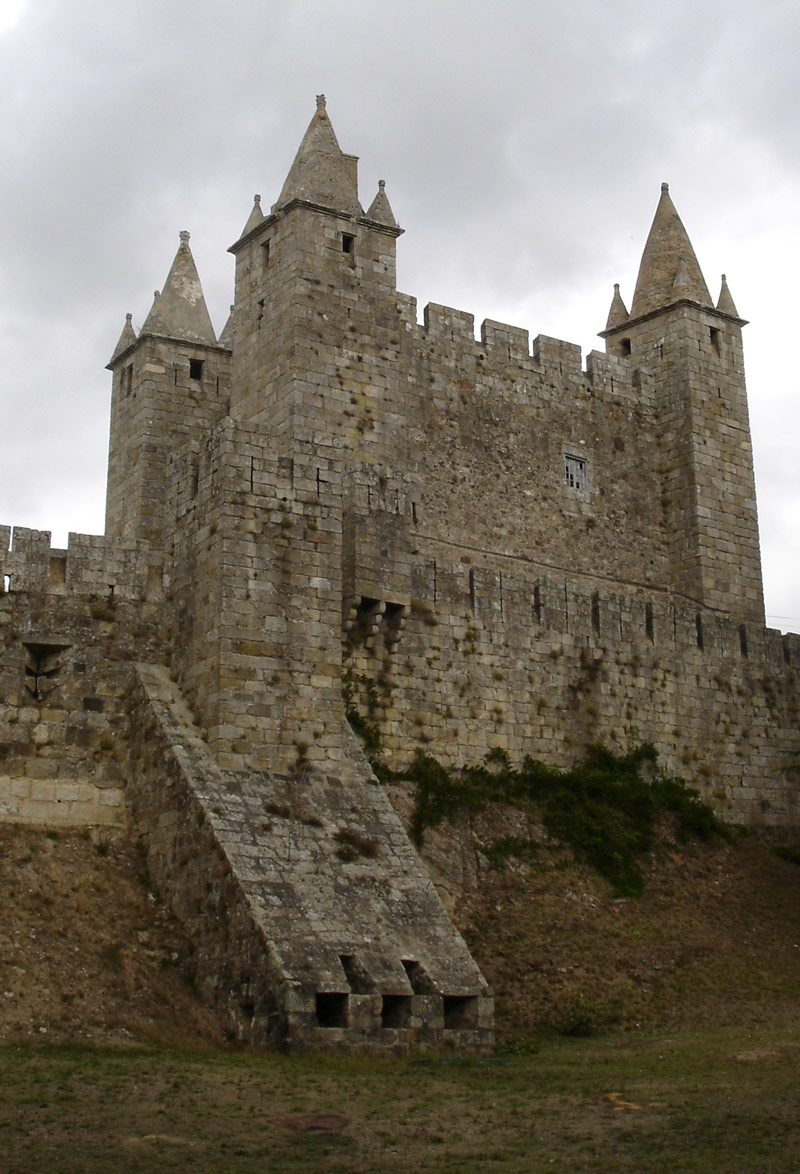

Праздник города — 20 января.

## Расположение
Город расположен в 32 км на север от адм. центра округа города Авейру.
Муниципалитет граничит:
- на севере — муниципалитеты Вила-Нова-де-Гайа, Гондомар
- на востоке — муниципалитет Арока
- на юго-востоке — муниципалитеты Оливейра-де-Аземейш, Сан-Жуан-да-Мадейра
- на юге — муниципалитет Овар
- на западе — муниципалитеты Овар, Эшпинью

## История
Город основан в 1514 году.

## Население
| Численность населения муниципалитета по годам | Численность населения муниципалитета по годам | Численность населения муниципалитета по годам | Численность населения муниципалитета по годам | Численность населения муниципалитета по годам | Численность населения муниципалитета по годам | Численность населения муниципалитета по годам | Численность населения муниципалитета по годам | Численность населения муниципалитета по годам |         |
| --------------------------------------------- | --------------------------------------------- | --------------------------------------------- | --------------------------------------------- | --------------------------------------------- | --------------------------------------------- | --------------------------------------------- | --------------------------------------------- | --------------------------------------------- | ------- |
| 1801                                          | 1849                                          | 1900                                          | 1930                                          | 1960                                          | 1981                                          | 1991                                          | 2001                                          | 2004                                          | 2006    |
| 27 851                                        | 37 823                                        | 44 596                                        | 52 679                                        | 83 483                                        | 109 531                                       | 118 641                                       | 135 964                                       | 142 295                                       | 145 247 |

## Состав муниципалитета
В муниципалитет входят следующие районы:

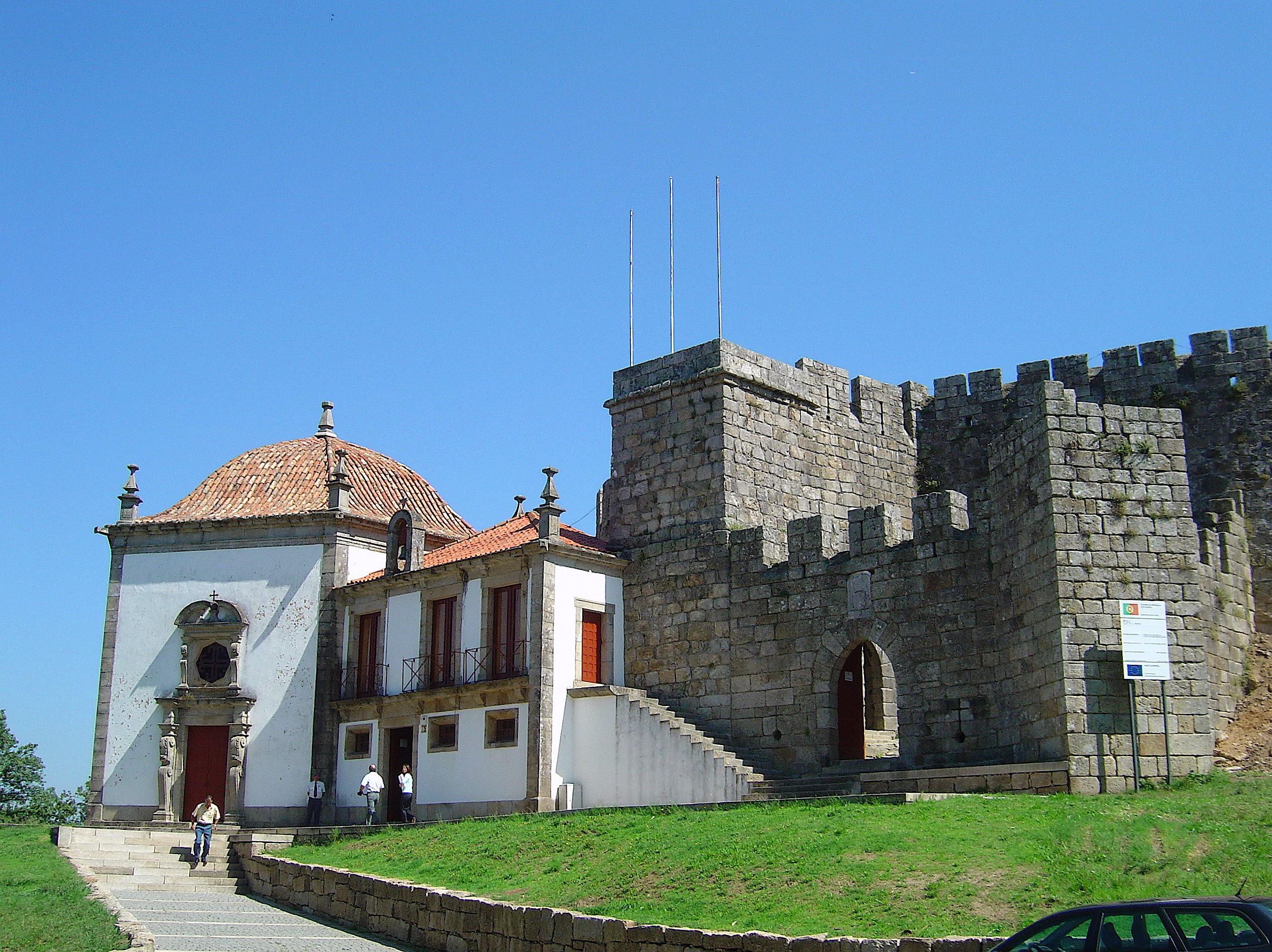

1. Аргонсилье
2. Аррифана
3. Калдаш-де-Сан-Жорже
4. Канеду
5. Эшкапайнш
6. Эшпаргу
7. Фейра
8. Фиайнш
9. Форнуш
10. Гиан
11. Гизанде
12. Лобан
13. Лореду
14. Лороза
15. Мильейрош-де-Пояреш
16. Моштейро
17. Мозелуш
18. Ногейра-да-Режедора
19. Пасуш-де-Брандан
20. Пижейруш
21. Риу-Меан
22. Ромариш
23. Санфинш
24. Сангеду
25. Санта-Мария-де-Ламаш
26. Соту
27. Сан-Жуан-де-Вер
28. Сан-Пайю-де-Олейруш
29. Траванка
30. Вале
31. Вила-Майор